# Die Drachenjäger – Der Film
Die Drachenjäger (Originaltitel: Chasseurs de dragons) ist ein europäischer 3D-Computeranimationsfilm aus dem Jahr 2008, der auf einer gleichnamigen Fernsehserie basiert (Dragon Hunters – Die Drachenjäger). Er ist eine Koproduktion der französischen Produktionsfirma Futurikon mit den Animationsstudios Mac Guff aus Frankreich, Trixter aus Deutschland und Luxanimation aus Luxemburg sowie der deutschen Vermarktungsfirma Universum Film. Der Film erzählt die Vorgeschichte zur Fernsehserie, als die beiden angehenden Drachenjäger Gwizdo und Lian Chu den Auftrag erhalten, den furchtbaren und sagenumwobenen Weltenfresser zur Strecke zu bringen.

## Handlung
Der Film spielt wie die Fernsehserie in einer fantastischen Welt voller kleiner schwebenden Inseln, die von Drachen terrorisiert werden. Zwei Herumtreiber, der schlaue aber nicht sehr mutige Gwizdo und der unerschrockene aber friedfertige Lian Chu, die gemeinsam in einem Waisenhaus aufgewachsen sind, versuchen sich in dieser Welt gemeinsam mit ihrem Begleiter, dem kleinen blauen Drachen Hector, mehr schlecht als recht als Drachenjäger zu behaupten.
Ihr Traum von einem eigenen kleinen Bauernhof scheitert daher bisher am nötigen Kleingeld. Bei der Rettung des Waisenmädchens Zoe erfahren sie von deren Onkel, dem alten und blinden Schlossherren Lord Arnold, der eine Belohnung für die Tötung des sogenannten Weltenfressers ausgesetzt hat. Das ist ein furchtbarer, riesiger Drache, der am Ende der Welt schläft, aber alle 20 Monde erwacht und dann eine Spur der Verwüstung hinterlässt, ehe er sich wieder zur Ruhe legt. Nachdem alle Ritter, die der Lord mit diesem Auftrag betraut hat, entweder gestorben oder verrückt geworden sind, bleibt ihm nicht viel übrig, als auf die Hilfe der beiden zu setzen. Zoe, die in den Drachenjägern die Helden ihrer Träume zu erkennen glaubt, schließt sich hinter dem Rücken ihres Onkels und gegen den Willen von Gwizdo der seltsamen Expedition in Ungewisse an. Auf dem Weg durchstreifen sie düstere Wälder, verlassene Städte und wundersame Seerosenfelder und begegnen vielen Gefahren, wie dem roten Kürbisdrachen oder einer Armada von Nebelbombern. Außerdem stellt sich heraus, dass der Weltenfresser für die Zerstörung des Heimatdorfes von Lian Chu verantwortlich war, die ihn zum Waisenkind gemacht hat. Als alle Anzeichen für die Wiederkehr des Riesendrachens eintreten (die einstürzenden Zinnen, die verbrannten Ritter, die rote Wolke, die davonschwebenden Brücken, die versinkenden Dörfer und die sprechenden Tiere), mehren sich auch die Streitigkeiten in der kleinen Gruppe und als sogar Gwizdo den Verstand zu verlieren droht, finden sie schließlich das gesuchte Ungeheuer. In einem gewaltigen Endkampf, bei dem gar nicht drachenjägermäßige Stricknadeln, die Lian Chu im Andenken an seine Mutter stets bei sich trägt, eine wichtige Rolle spielen, bezwingt Lian Chu den Drachen und rettet damit nicht nur seine Freunde, sondern auch die Welt vor dem drohenden Untergang.
Mit dem Tod des Weltenfressers scheinen auch alle anderen Probleme aus der Welt geschafft. Selbst Lord Arnold hat sein Augenlicht zurück. Doch als er deshalb erkennt, dass Gwizdo und Lian Chu keine strahlenden Helden, sondern nur einfache Herumtreiber sind, verweigert er ihnen jede Belohnung und wirft sie aus seinem Schloss hinaus. Also ziehen die Drachenjäger so arm wie vorher wieder davon. Allerdings ist Zoe über das Verhalten ihres Onkels so verärgert, dass sie sich mit einem Beutel Gold davonschleicht und sich ihren Freunden anschließt.

## Vorlage
Die Drachenjäger basiert auf der Fernsehserie Dragon Hunters – Die Drachenjäger (2004–07). Die Handlung des Films ist zeitlich aber ca. zehn Jahre vor der Serie angesiedelt. Neben den Hauptfiguren Gwizdo, Lian Chu und Hector, deren Reifung von unerfahrenen Herumtreibern zu echten Drachenjägern er darstellt, tauchen auch einige der gezeigten Drachen in der Serie wieder auf. Außerdem wird aus der kleinen Zoe die erwachsene Drachenjägerin Zoria (wie die Episode Der Herr des Drachen nahelegt). Es ergeben sich allerdings einige kleinere Widersprüche zwischen Serie und Film. Der wichtigste besteht darin, dass in der Serie nicht der Weltenfresser, sondern ein anderer, wesentlich kleinerer Drache (ein Rotaugen-Armschneider) für die Zerstörung von Lian Chus Heimatdorf verantwortlich gemacht wird. Immerhin taucht auch dieser Drache in regelmäßigen Abständen wieder auf, immer beim Zusammentreffen der drei Monde (so auch der Titel der Episode).

## Veröffentlichung
Der Film startete am 26. März 2008 in Frankreich (wobei er bereits in der Woche davor in Russland und der Türkei veröffentlicht wurde). In Deutschland startete der Film am 24. April 2008, in Österreich am 25. April 2008.

## Synchronisation
| Rollenname original | Sprecher original | Sprecher deutsch     | Sprecher englisch |
| ------------------- | ----------------- | -------------------- | ----------------- |
| Gwizdo              | Patrick Timsit    | Sven Plate           | Rob Paulsen       |
| Lian Chu            | Vincent Lindon    | Tobias Meister       | Forest Whitaker   |
| Zoe                 | Marie Drion       | Farina Flebbe        | Mary Mouser       |
| Hector              | Jeremy Prevost    | Mario von Jascheroff | Dave Wittenberg   |
| Lord Arnold         | Philippe Nahon    | Klaus Sonnenschein   | Nick Jameson      |
| Gildas              | Amanda Lear       | Till Hagen           | Jess Harnell      |

## Soundtrack
Der Soundtrack zum Film von Klaus Badelt, Dragon Hunters: Original Motion Picture Soundtrack, wurde am 5. April 2008 bei Skylark Sound Studios veröffentlicht. Das Album ist 62:40 min. lang und beinhaltet neben der Filmmusik auch den Titel Lotus von Jalan Jalan.

## Rezeption

### Einspielergebnis
Der Film spielte bei Produktionskosten von ca. 12 Millionen US$ bis 20. Juni 2010 insgesamt 12.235.843 US$ ein, davon ca. 40 % in Frankreich.

### Kritiken
Die Website Rotten Tomatoes verzeichnet 67 % Zustimmung und eine Durchschnittsbewertung von 5,8/10 bei allerdings nur neun gezählten Kritiken. Die Publikumsbewertung liegt bei 3,5/5 bei mehr als 3.000 Bewertungen. In der Internet Movie Database hat der Film eine Bewertung von 6,6/10 bei über 10.000 Stimmen.

### Auszeichnungen
Der Film war 2008 beim Festival d’Animation Annecy für den Cristal als bester Film nominiert.

## Andere Medien
Die Drachenjäger wurde ab 5. November 2008 in Frankreich von Warner Home Video auf DVD (französisch/englisch) veröffentlicht, eine deutsche Version von Universum Film folgte am 10. November 2008.